# Kincsem
Kincsem (termine ungherese per "Il mio tesoro", 17 marzo 1874 - 17 marzo 1887) è stata la miglior cavalla purosangue da galoppo di tutti i tempi, avendo vinto tutte le 54 gare disputate. Allevata in Kisbér da Ernst von Blaskovich, in Ungheria, nel 1874, fu allenata da Robert Hesp ed è tutt'oggi un'icona nazionale ed è molto nota anche in altre parti del mondo. Per più di quattro stagioni ha vinto tutte le gare a cui ha partecipato (corse miste e non) in vari campi di gara di tutta Europa, un record che è ancora imbattuto.
Una storia, forse apocrifa, avvolge di mistero i primi anni di vita di Kincsem. Si racconta che la cavalla fosse inserita in un gruppo di 50 cavalli, lei era l'unica magra e sgraziata. Una sera scomparve e quando fu ritrovata era tenuta da una banda di zingari. Il suo padrone perplesso chiese allora agli zingari del perché avessero rubata quella cavalla e avessero
disdegnato gli altri 49 cavalli, di certo più belli di Kincsem. “Perché gli altri cavalli sono sicuramente più belli, ma Kincsem è il migliore del gruppo. Sarà una campionessa" gli disse una zingara. La profezia della zingara si rivelò esatta al di là di ogni più rosea aspettativa.

## Carriera
La carriera di Kincsem è iniziata nel 1876. Kincsem fu iscritta a dieci gare in dieci luoghi diversi in Ungheria, Germania e Austria, nella categoria "due anni" e le vinse tutte. Mentre la sua fama di imbattibilità dilaga per tutta l'Europa, fa sempre più breccia nel cuore degli appassionati di corse di tutta Europa. L'imperatore Francesco Giuseppe era noto per essere un suo fan accanito. Come femmina di tre anni ha vinto: il Duemila Ghinee a Pozsony, il Mille ghinee e l'Oaks a Budapest; ha vinto inoltre il Derby austriaco, il Kaiserpreis a Vienna ed il Grosser Preis ad Hannover e Grosser Preis a Baden. All'età di tre anni aveva già inanellato diciassette vittorie consecutive.
Come femmina di quattro anni ha avuto altrettanto successo, facendo registrare nove vittorie consecutive. Ha viaggiato in Inghilterra per prendere parte alla Coppa Goodwood; il suo confronto con Verneuil si rivelò una sfida più facile del previsto. Come femmina di quattro anni, Kincsem ha vinto il Grand Prix de Deauville e nuovamente il Grosser Preis a Baden. Kincsem ha avuto la sua cinquantesima vittoria a Francoforte. La sua ultima gara è stata la Oaks d'autunno in Ungheria, vincendo la gara per la terza volta.
Kincsem muore nel giorno del suo tredicesimo compleanno, il 17 marzo 1887 per una colica, subito dopo la nascita dell'ultimo figlio.

## Generazioni di campioni
Kincsem viene ritirata all'età di 6 anni e nel suo ritiro genera solo 5 figli:
- Budagyöngye ("Perla di Buda"), giumenta, 1882, da Buccaneer. Ha vinto il Derby Tedesco.
- Olyan Nincs ("Nessuno così"), giumenta, 1883, da Buccaneer. Ha vinto il Hungarian St Leger.
- Talpra Magyar ("In piedi, magiaro!", dal primo verso del Canto nazionale di Sándor Petőfi), stallone, 1885, da Buccaneer.
- Kincsőr ("Guardiano del tesoro"), stallone, 1886, da Doncaster.
- Kincs ("Tesoro"), giumenta, 1887, da Doncaster.